# 台灣國歌
台灣國歌，在現今口語及非正式的文章上，一般是指《中華民國國歌》，在某些語境下，也指台灣獨立運動支持者的歌曲。
历史上，台湾地区本未有国歌的概念，随着当时台湾的主权所有国中国逐渐开始与国际社会的交往，一度产生数首为在外交场合演奏的非正式、临时性国歌，然而，在1895年台湾主权移交前，清廷并未正式订明国歌或代国歌。台湾民主国虽然有自己的国旗，但是亦未订立国歌。在1895年台湾主权移交日本时，《君之代》在日本已有一定的国歌地位，但其国歌地位要等到1914年才正式确立。1945年中华民国接收台湾后，开始在台湾推行中华民国已有的国歌《三民主义歌》。同时，中华民国在升降国旗时与国际社会习惯不同，不使用国歌，而使用国旗歌，因此国旗歌有时也被认为是国歌的一种。
部分台灣人士，特別是台灣獨立運動支持者所提倡的歌曲也被认为可以称为台湾国歌，常見的歌曲有《伊是咱的寶貝》、《台灣翠青》、《新台灣頌》、《海洋的國家》、《望春風》、《黃昏的故鄉》、《美麗島》等。綜合言之，因為現今沒有正式独立的台湾國家，所以「台灣國歌」一詞並非指「台灣國家的國歌」，而是理解為「在台灣所傳唱的國歌」之意。

## 歷史

### 清廷时期
清廷时期为与国际交往，部分洋务、外交人士先后拟定过数首非正式国歌，在国际场合临时性演奏，在台湾主权移交前拟定的有一首，即《普天乐》，于1878年由驻俄公使曾纪泽拟定，这种国歌只是为在外交场合临时使用，并未在国内（中国大陆或台湾）得到确立。

### 主权移交日本
中日签订合约决议1895年移交台湾主权，期间台湾人一度为抵抗日军独立建国，然而未明定国歌。此后台湾被日本接收，《君之代》在当时已有一定地位，但仍未是日本的正式国歌。

### 民主萌芽與啟蒙運動
隨著武裝抗日行動告一段落後，日治後期台灣人開始改採和平路線抗爭，當時正逢大正民主期間，國內外民族主義和民族自決思潮興盛，在國際間掀起一波殖民地追求自治、獨立的風潮，此時出現的革命和自治運動歌曲有《台灣文化協會會歌》、《台灣自治歌》、《台灣民主歌》等。

### 《君之代》地位确立
台灣日治時期，日本确立《君之代》为正式國歌，并開始在台灣傳唱。皇民化運動實施之後，台灣總督府更將在台灣發生的「國歌少年」等事蹟編入日本本土及其統治區的義務教育學校課本。之後，於日本本土，《君之代》作為「促成全國兒童奮起」的教材，而於中國華北、滿洲、馬來西亞、香港、新加坡等殖民地區則被作為推動「皇民化」的助力。

### 中华民国接收後
1945年日本投降後，國民政府接收臺灣，臺灣從日治時期進入中華民國時期，於是傳唱的國歌由《君之代》變成《中華民國國歌》，法源為1937年中國國民黨中央委員會所通過的《黨國旗升降辦法》。不僅學校場所必須於朝會唱奏，在電影等娛樂場所開演前也都要播映。1970年代無線電視媒體於台灣開播之後，國歌亦必須於放送前與收播時播放，此強制措施至1990年代才取消。

### 使用现状
由於中華民國國歌原為國父孫中山對於黃埔軍校（黃埔軍校在當時屬於中國國民黨的黨校）的訓詞，因孫中山為國民黨總理，故又被稱為「總理訓詞」或「黃埔軍官學校訓詞」，後為國民黨中央常務委員會決議為黨歌，因此中華民國國歌被視為早年黨國體制下的產物；而且1980年代之後，因受到中華人民共和國的阻撓，中華民國國歌在國際場合幾乎都不被允許公開演唱，即使允許，偶爾卻發生外國司儀將「中華民國國歌」與「中華人民共和國國歌」混淆的窘況。基於種種原因，部分台灣人提出了以《中華民國國旗歌》，或台灣本土原生的《望春風》、《台灣翠青》或《新台灣頌》等歌曲作為新國歌的方案。